# Pieve di San Giovanni Battista a Sant'Ansano
La pieve di San Giovanni Battista a Sant'Ansano si trova nella frazione Sant'Ansano del comune di Vinci, in provincia di Firenze.

## Storia
Ricordata nel 998 fra le pievi di pertinenza del vescovo di Pistoia, ha un impianto a tre navate divise da quattro archi poggianti su colonne. La parte terminale è stata rimaneggiata in epoca moderna, mentre la facciata e il fianco sinistro mostrano intatte le strutture romaniche.

## Descrizione

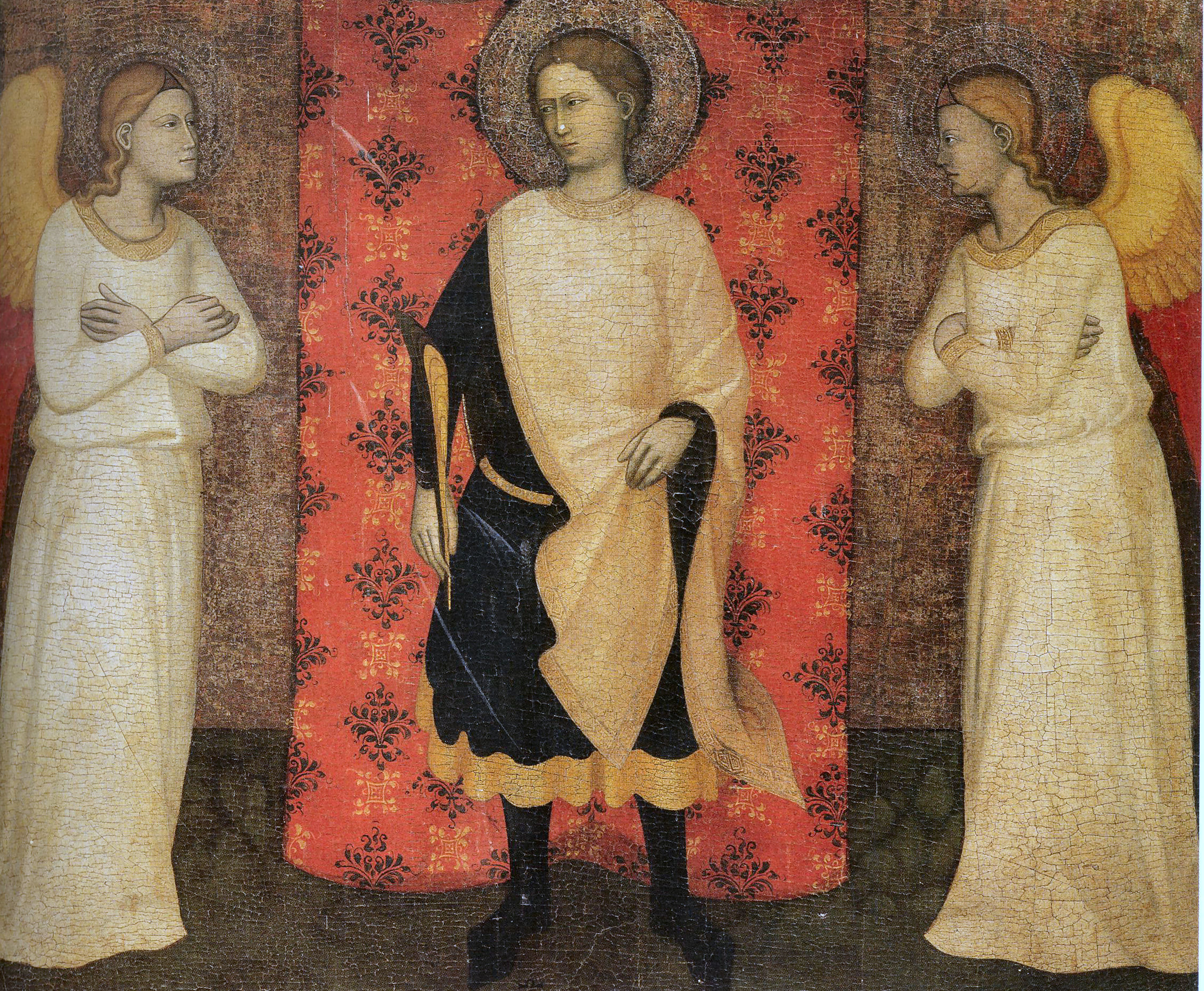
Puccio di Simone, Sant'Ansano e angeli

### Esterno
In facciata, preceduta fino all'ultima guerra da un portico di cui rimangono le eleganti mensole rinascimentali, è visibile il portale ad arco a tutto sesto.

### Interno
Nell'interno, da notare i capitelli decorati con foglie stilizzate, testine umane e motivi astratti.
Il fonte battesimale e il ciborio sono del XVI secolo.
Conserva una tavola di scuola giottesca con Sant'Ansano e angeli, attribuito a Puccio di Simone, e una tela di Rutilio Manetti con Sant'Alessandro liberato dal carcere da un angelo (1625). Di fronte si trova un dipinto raffigurante Sant'Antonio da Padova, san Brunone e san Filippo Neri, dipinto da un anonimo artista fiorentino del XVII secolo vicino a Orazio Fidani.
Nella navata destra si trova un'urna con i resti di San Bonifazio: la Compagnia del Paradiso nel 1680 fece traslare le reliquie di questo santo dalle catacombe romane a questa pieve.